# (10538) Torode
(10538) Torode (1991 VP2) – planetoida z pasa głównego asteroid okrążająca Słońce w ciągu 3,17 lat w średniej odległości 2,15 j.a. Odkryta 11 listopada 1991 roku.